# UTC+10:30

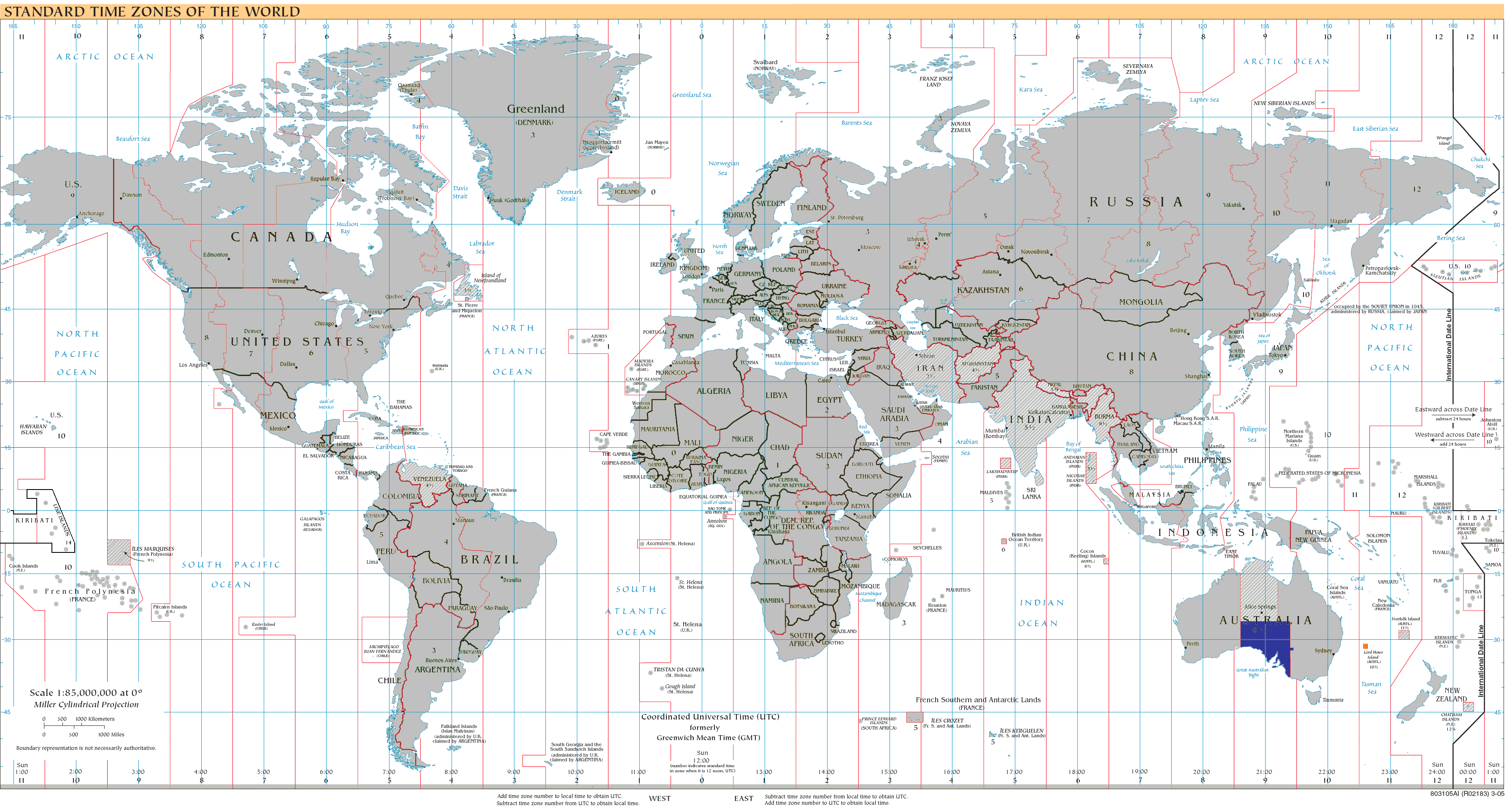
UTC+10:30
Süd-Sommerzeit

UTC+10:30 ist eine Zonenzeit, welche den Längenhalbkreis 157°30' Ost als Bezugsmeridian hat. Auf Uhren mit dieser Zonenzeit ist es zehneinhalb Stunden später als die koordinierte Weltzeit und neuneinhalb Stunden später als die MEZ.
Die einzige Zeitzone mit UTC+10:30 ist die ausschließlich in Australien geltende Australian Central Daylight Time (ACDT). Sie ist für South Australia die Sommerzeitzone. Im Winter gilt hier UTC+9:30. Außerdem wird sie noch als Standard-Zeit auf der Lord-Howe-Inselgruppe verwendet.

Sommerzeit-Zeitzonen in Australien

## Geltungsbereich

### Normalzeit (Südliche Hemisphäre)
- Australien
  -  New South Wales (nur auf der Lord-Howe-Insel)[1]

### Sommerzeit (Südliche Hemisphäre)
- Australien
  -  New South Wales (nur Broken Hill)
  -  South Australia